# Saison 2013 de l'équipe cycliste Europcar
La saison 2013 de l'équipe cycliste Europcar est la quatorzième de cette équipe.

## Préparation de la saison 2013

### Arrivées et départs
| Arrivées         | Équipe 2012                |
| ---------------- | -------------------------- |
| Natnael Berhane  | Centre mondial du cyclisme |
| Bryan Coquard    | Vendée U                   |
| Morgan Lamoisson | Vendée U                   |

| Départs         | Équipe 2013 |
| --------------- | ----------- |
| Rafaâ Chtioui   |             |
| Mathieu Claude  | retraite    |
| Saïd Haddou     |             |
| Matteo Pelucchi | IAM         |

## Coureurs et encadrement technique

### Effectif
| Effectif 2013                                        | Effectif 2013     | Effectif 2013 | Effectif 2013                      |
| Cycliste                                             | Date de naissance | Pays          | Équipe précédente                  |
| ---------------------------------------------------- | ----------------- | ------------- | ---------------------------------- |
| Yukiya Arashiro                                      | 22 septembre 1984 | Japon         | Meitan Hompo-GDR (2008)            |
| Natnael Berhane                                      | 5 janvier 1991    | Érythrée      | Centre mondial du cyclisme (2012)  |
| Giovanni Bernaudeau                                  | 25 août 1983      | France        | Vendée U-Pays de la Loire (2004)   |
| Franck Bouyer                                        | 17 mars 1974      | France        | La Française des jeux (1999)       |
| Anthony Charteau                                     | 4 juin 1979       | France        | Caisse d'Épargne (2009)            |
| Sébastien Chavanel                                   | 21 mars 1981      | France        | FDJ (2010)                         |
| Bryan Coquard                                        | 25 avril 1992     | France        | Vendée U (2012)                    |
| Jérôme Cousin                                        | 5 juin 1989       | France        | Vendée U (2010)                    |
| Damien Gaudin                                        | 20 août 1986      | France        | Vendée U (2007)                    |
| Cyril Gautier                                        | 26 septembre 1987 | France        | Bretagne-Armor Lux (2008)          |
| Yohann Gène                                          | 25 juin 1981      | France        | Vendée U-Pays de la Loire (2004)   |
| Tony Hurel                                           | 1 novembre 1987   | France        | Vendée U (2010)                    |
| Vincent Jérôme                                       | 26 novembre 1984  | France        | Vendée U-Pays de la Loire (2005)   |
| Bryan Nauleau (1 août–31 déc., stagiaire)            | 13 mars 1988      | France        | Vendée U (2013)                    |
| Davide Malacarne                                     | 11 juillet 1987   | Italie        | Quick Step (2011)                  |
| Morgan Lamoisson                                     | 7 septembre 1988  | France        | Vendée U (2012)                    |
| Christophe Kern                                      | 18 janvier 1981   | France        | Cofidis, le Crédit en Ligne (2010) |
| Alexandre Pichot                                     | 6 janvier 1983    | France        | Vendée U-Pays de la Loire (2005)   |
| Perrig Quéméneur                                     | 26 avril 1984     | France        | Vendée U (2007)                    |
| Kévin Réza                                           | 18 mai 1988       | France        | Vendée U (2010)                    |
| Pierre Rolland                                       | 10 octobre 1986   | France        | Crédit Agricole (2008)             |
| Björn Thurau                                         | 23 juillet 1988   | Allemagne     | NSP (2011)                         |
| Angélo Tulik                                         | 2 décembre 1990   | France        | Vendée U (2011)                    |
| Sébastien Turgot                                     | 11 avril 1984     | France        | Vendée U (2007)                    |
| David Veilleux                                       | 26 novembre 1987  | Canada        | Kelly Benefit Strategies (2010)    |
| Thomas Voeckler                                      | 22 juin 1979      | France        | Vendée U-Pays de la Loire (2000)   |
| Romain Guillemois (1 août–31 déc., stagiaire)        | 28 mars 1991      | France        | Vendée U (2013)                    |
| Pierre-Henri Lecuisinier (1 août–31 déc., stagiaire) | 30 juin 1993      | France        | Vendée U (2013)                    |
| Julien Morice (1 août–31 déc., stagiaire)            | 20 juillet 1991   | France        | Vendée U (2013)                    |
|                                                      |                   |               |                                    |
| Source : ProCyclingStats                             |                   |               |                                    |

## Bilan de la saison

### Victoires
| Date       | Course                                          | Pays     | Classe | Vainqueur        |
| ---------- | ----------------------------------------------- | -------- | ------ | ---------------- |
| 19/01/2013 | 6e étape de la Tropicale Amissa Bongo           | Gabon    | 2.1    | Yohann Gène      |
| 20/01/2013 | Classement général de la Tropicale Amissa Bongo | Gabon    | 2.1    | Yohann Gène      |
| 31/01/2013 | 2e étape de l'Étoile de Bessèges                | France   | 2.1    | Bryan Coquard    |
| 01/02/2013 | 3e étape de l'Étoile de Bessèges                | France   | 2.1    | Jérôme Cousin    |
| 02/02/2013 | 4e étape de l'Étoile de Bessèges                | France   | 2.1    | Bryan Coquard    |
| 28/02/2013 | 8e étape du Tour de Langkawi                    | Malaisie | 2.HC   | Bryan Coquard    |
| 01/03/2013 | 9e étape du Tour de Langkawi                    | Malaisie | 2.HC   | Bryan Coquard    |
| 03/03/2013 | Prologue de Paris-Nice                          | France   | WT     | Damien Gaudin    |
| 17/03/2013 | Cholet-Pays de Loire                            | France   | 1.1    | Damien Gaudin    |
| 22/03/2013 | 4e étape du Tour de Normandie                   | France   | 2.2    | Anthony Charteau |
| 04/04/2013 | 4e étape du Circuit de la Sarthe                | France   | 2.1    | Pierre Rolland   |
| 05/04/2013 | Classement général du Circuit de la Sarthe      | France   | 2.1    | Pierre Rolland   |
| 13/04/2013 | Tour du Finistère                               | France   | 1.1    | Cyril Gautier    |
| 23/04/2013 | 3e étape du Tour de Turquie                     | Turquie  | 2.HC   | Natnael Berhane  |
| 28/04/2013 | Classement général du Tour de Turquie           | Turquie  | 2.HC   | Natnael Berhane  |
| 11/05/2013 | 2e étape du Tour de Picardie                    | France   | 2.1    | Bryan Coquard    |
| 02/06/2013 | 1re étape du Critérium du Dauphiné              | France   | WT     | David Veilleux   |
| 07/06/2013 | 6e étape du Critérium du Dauphiné               | France   | WT     | Thomas Voeckler  |
| 14/06/2013 | 2e étape de la Route du Sud                     | France   | 2.1    | Yohann Gène      |
| 15/06/2013 | 3e étape de la Route du Sud                     | France   | 2.1    | Thomas Voeckler  |
| 16/06/2013 | Classement général de la Route du Sud           | France   | 2.1    | Thomas Voeckler  |
| 16/06/2013 | Classement général des Boucles de la Mayenne    | France   | 2.2    | David Veilleux   |
| 23/06/2013 | Championnat du Japon sur route                  | Japon    | CN     | Yukiya Arashiro  |
| 18/08/2013 | 4e étape du Tour des Fjords                     | Norvège  | 2.1    | Angélo Tulik     |
| 25/08/2013 | Châteauroux Classic de l'Indre                  | France   | 1.1    | Bryan Coquard    |
| 29/08/2013 | 4e étape du Tour du Poitou-Charentes            | France   | 2.1    | Thomas Voeckler  |
| 30/08/2013 | Classement général du Tour du Poitou-Charentes  | France   | 2.1    | Thomas Voeckler  |

### Résultats sur les courses majeures
Les tableaux suivants représentent les résultats de l'équipe dans les principales courses du calendrier international dans lesquelles l'équipe bénéficie d'une invitation (les cinq classiques majeures et le Tour de France). Pour chaque épreuve est indiqué le meilleur coureur de l'équipe, son classement ainsi que les accessits glanés par Europcar sur les courses de trois semaines.

#### Classiques
| Classique            | Milan-San Remo         | Tour des Flandres     | Paris-Roubaix      | Liège-Bastogne-Liège | Tour de Lombardie   |
| -------------------- | ---------------------- | --------------------- | ------------------ | -------------------- | ------------------- |
| Coureur (classement) | Sébastien Turgot (15e) | Sébastien Turgot (8e) | Damien Gaudin (5e) | Pierre Rolland (24e) | Cyril Gautier (17e) |

#### Grands tours
| Grand tour           | Tour d'Italie | Tour de France       | Tour d'Espagne |
| -------------------- | ------------- | -------------------- | -------------- |
| Coureur (classement) | Non invitée   | Pierre Rolland (24e) | Non invitée    |
| Accessits            | -             | -                    | -              |

### Classements UCI

#### UCI Africa Tour
L'équipe Europcar termine à la troisième place de l'Africa Tour avec 240,67 points. Ce total est obtenu par l'addition des points des huit meilleurs coureurs de l'équipe au classement individuel, cependant seuls deux coureurs sont classés,.
| Rang | Coureur         | Points |
| ---- | --------------- | ------ |
| 4    | Yohann Gène     | 130    |
| 11   | Natnael Berhane | 110,67 |

#### UCI Asia Tour
L'équipe Europcar termine à la vingt-troisième place de l'Asia Tour avec 143 points. Ce total est obtenu par l'addition des points des huit meilleurs coureurs de l'équipe au classement individuel, cependant seuls deux coureurs sont classés,.
| Rang | Coureur         | Points |
| ---- | --------------- | ------ |
| 29   | Yukiya Arashiro | 80     |
| 39   | Bryan Coquard   | 63     |

#### UCI Europe Tour
L'équipe Europcar termine à la première place de l'Europe Tour avec 1 502,6 points. Ce total est obtenu par l'addition des points des huit meilleurs coureurs de l'équipe au classement individuel,.
| Rang  | Coureur             | Points |
| ----- | ------------------- | ------ |
| 2     | Bryan Coquard       | 484    |
| 5     | Thomas Voeckler     | 369    |
| 55    | Pierre Rolland      | 145,2  |
| 91    | Natnael Berhane     | 121,2  |
| 118   | Cyril Gautier       | 101,2  |
| 126   | Damien Gaudin       | 99     |
| 128   | Jérôme Cousin       | 98     |
| 152   | Yukiya Arashiro     | 85     |
| 269   | Vincent Jérôme      | 53     |
| 272   | David Veilleux      | 52,2   |
| 309   | Tony Hurel          | 46     |
| 365   | Angélo Tulik        | 39,2   |
| 442   | Davide Malacarne    | 31     |
| 443   | Kévin Réza          | 31     |
| 484   | Alexandre Pichot    | 28     |
| 578   | Sébastien Turgot    | 19     |
| 602   | Björn Thurau        | 18     |
| 605   | Bryan Nauleau       | 17     |
| 650   | Yohann Gène         | 16     |
| 899   | Anthony Charteau    | 8      |
| 962   | Franck Bouyer       | 6      |
| 1 034 | Morgan Lamoisson    | 5      |
| 1 152 | Giovanni Bernaudeau | 2      |